# Simulium minuticorpus
Simulium minuticorpus är en tvåvingeart som först beskrevs av Yankovsky 1996.  Simulium minuticorpus ingår i släktet Simulium och familjen knott. Det är osäkert om arten förekommer i Sverige. Inga underarter finns listade i Catalogue of Life.